# Sobków

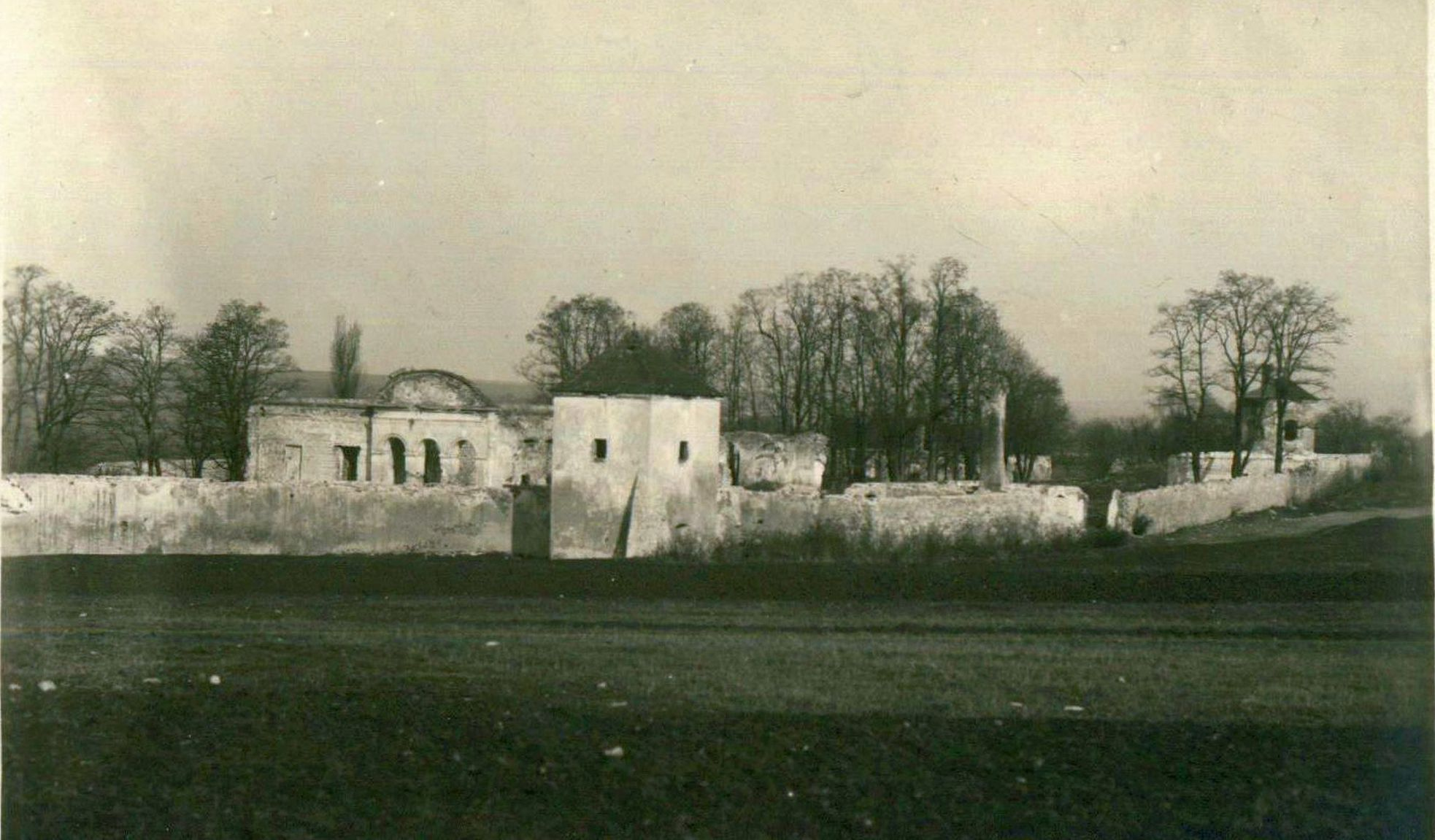
Fortalicja w Sobkowie, fot. 1915

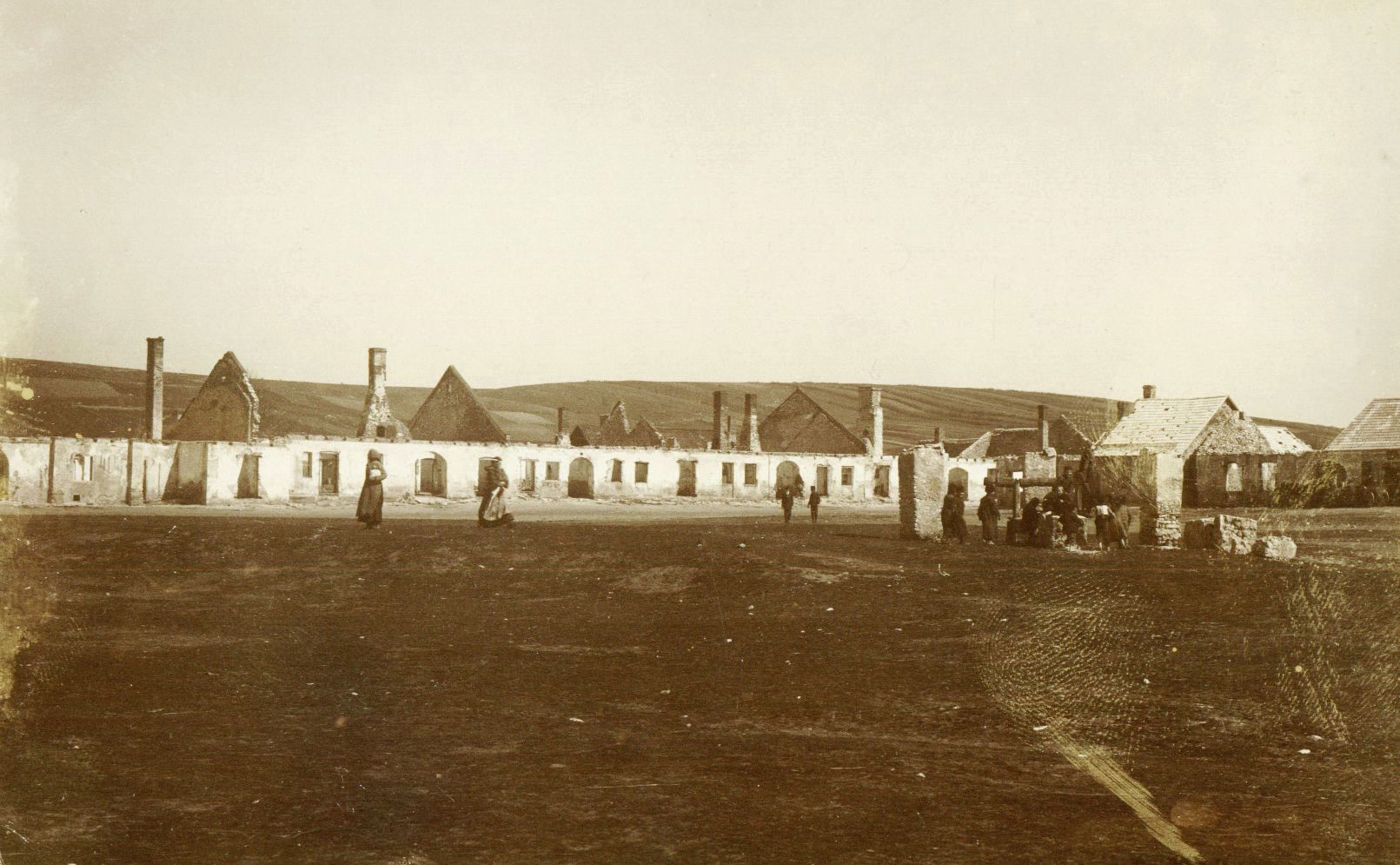
Spalone domy w rynku w czasie I wojny światowej, fot. 1915

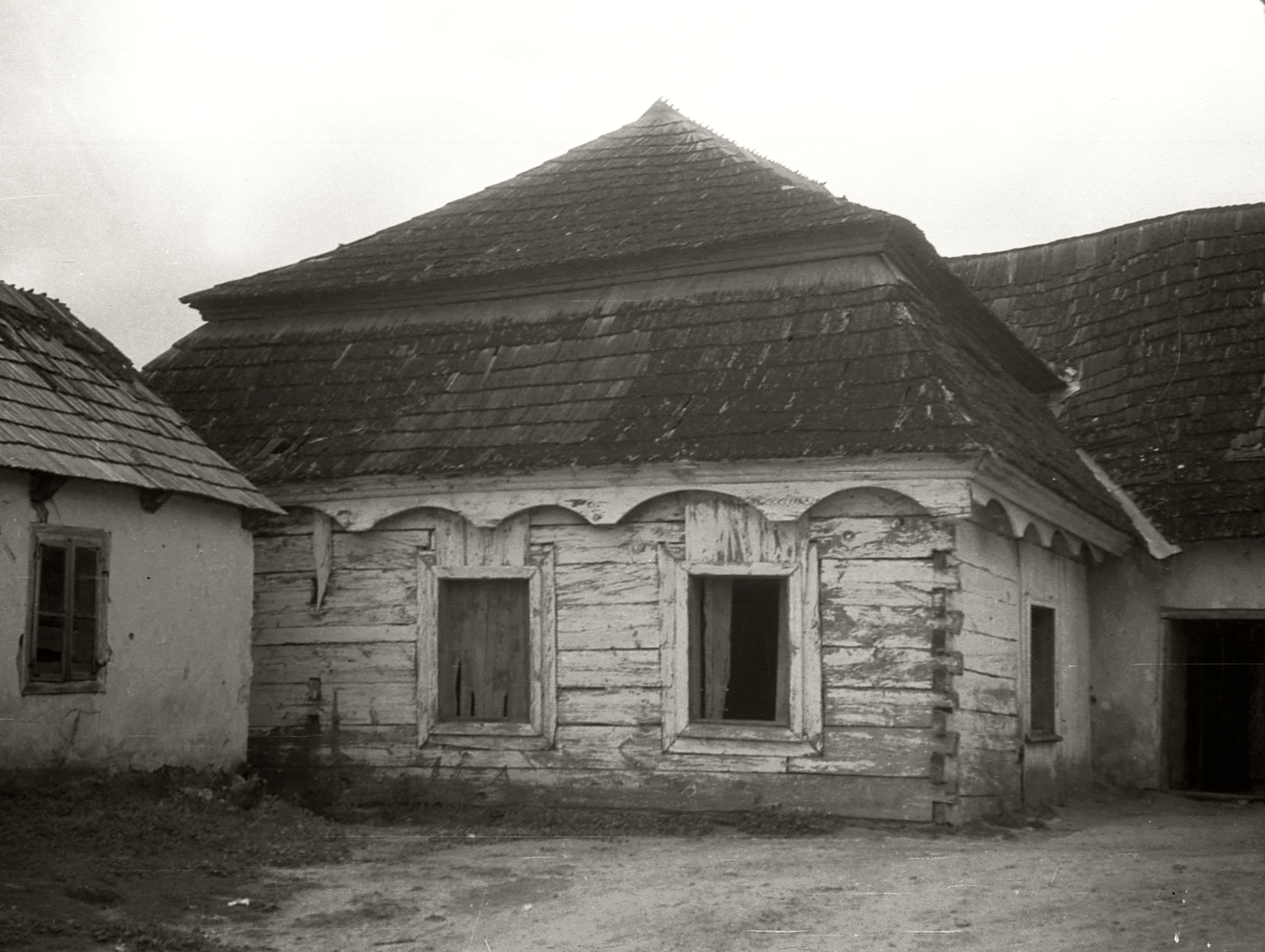
Synagoga w Sobkowie, w czasie II wojny światowej - podobnie jak miejscowa społeczność żydowska - uległa całkowitej zagładzie, fot. Tadeusz Przypkowski, lata 40. XX wieku

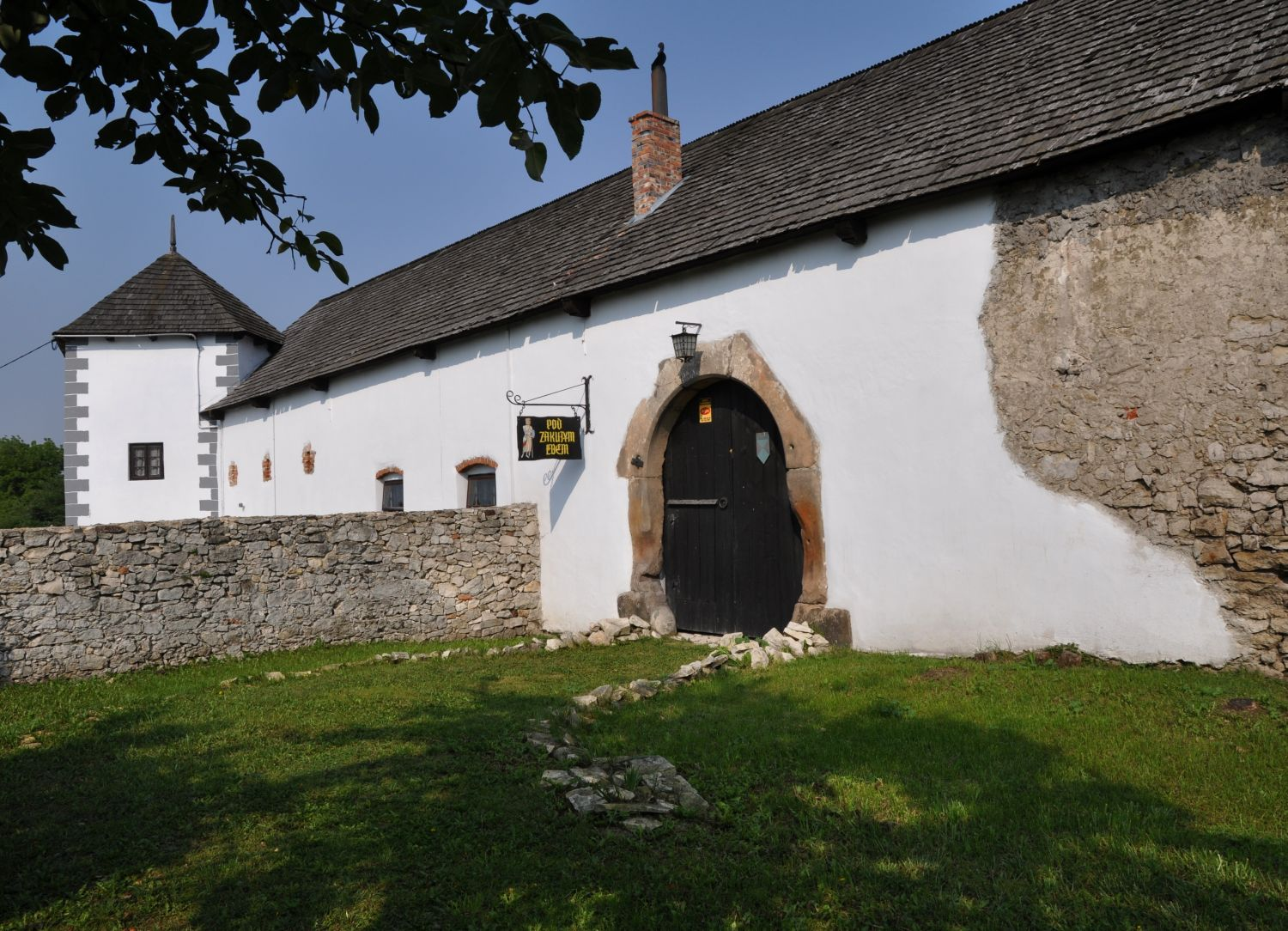
Fortalicja Stanisława Sobka z Sułowa

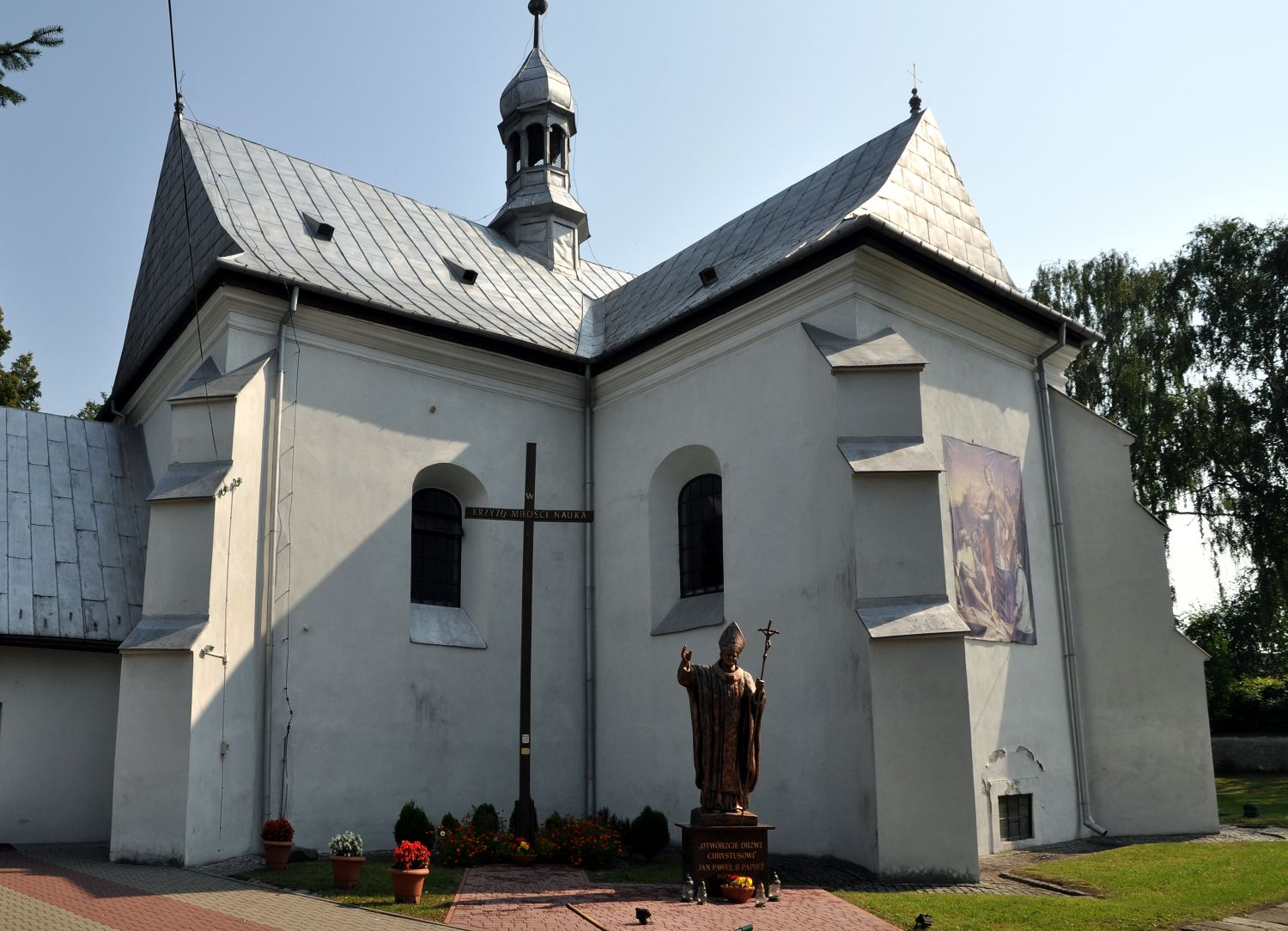
Dawny zbór kalwiński wzniesiony przez Stanisława Sobka z Sułowa, po śmierci fundatora zamieniony na kościół katolicki

Sobków – miasto w Polsce położone w województwie świętokrzyskim, w powiecie jędrzejowskim, w gminie Sobków. Ma status sołectwa. Siedziba gminy Sobków.
Uzyskał lokację miejską w 1563 roku. Został pozbawiony praw miejskich 13 stycznia 1870 i włączony do gminy Sobków w powiecie jędrzejowskim. W latach 1867–1954 siedziba wiejskiej gminy Sobków, 1954–1972 gromady Sobków, a od 1973 reaktywowanej gminy Sobków. W latach 1975–1998 należał administracyjnie do  województwa kieleckiego. 1 stycznia 2025 Sobków odzyskał status miasta; wówczas częścią miasta stała się kolonia Sobków-Nida.
| SIMC    | Nazwa       | Rodzaj       |
| ------- | ----------- | ------------ |
| 1016463 | Sobków-Nida | część miasta |

## Położenie
Miasto położone jest na lewym brzegu Nidy. Znajduje się częściowo w obszarze Doliny Nidy, częściowo zaś na Wzgórzach Sobkowsko-Korytnickich. Występują tu złoża wapieni jurajskich, wydobywanych w kamieniołomie położonym w północnej części miejscowości.
Sobków znajduje się około 12 km na północny wschód od Jędrzejowa. 3 km na północny zachód od miejscowości, w Sokołowie Dolnym, znajduje się stacja kolejowa Sobków na linii kolejowej nr 8 Warszawa Zachodnia – Kraków Główny.
W odległości kilku kilometrów od osady, w tym także w granicach gminy, biegnie Droga ekspresowa S7 oddana do użytku pod koniec 2018 roku. Najbliższym węzłem drogowym jest Węzeł Brzegi.

## Historia
Założycielem miasta był Stanisław Sobek, starosta małogoski i podskarbi wielki koronny.  Od jego nazwiska pochodzi nazwa miasta. Sobków powstał na gruntach wsi Nida, w części należącej do rodziny Sobków, w drugiej do biskupów krakowskich. Przywilej lokacyjny wydał w 1563 król Zygmunt August. Przywilej zwalniał miasto od ceł wewnętrznych, ustanawiał targ i dwa jarmarki w roku. Zapewniał także mieszkańcom 15 lat wolnizny. Fundator Sobkowa wzniósł także, na gruntach Nidy Rytorskiej, zamek. Sobków wraz z zamkiem przeszedł na własność rodziny Drohojowskich, a później był kolejno własnością rodów: Wielopolskich, Sarbiewskich, Myszkowskich, a od 1725 Szaniawskich. Ci ostatni przebudowali zamek na pałac.
Rozwój miasta hamowało sąsiedztwo konkurencyjnych Chęcin i Jędrzejowa. W 1667 były tu zaledwie 32 domy oraz 270 mieszkańców (włącznie z dworem). W 1827 115 domów i 1003 mieszkańców. W 1869 Sobków utracił prawa miejskie. W czasie I wojny światowej w 1915 osada została doszczętnie spalona.
Podczas okupacji hitlerowskiej, wiosną 1940 roku Niemcy utworzyli getto dla żydowskich mieszkańców. Przebywało w nim około 800 Żydów. We wrześniu 1942 zostali wywiezieni getta w Jędrzejowie, a stamtąd do obozu zagłady Treblinka II i tam zamordowani.
W 1960 Sobków zamieszkiwało około 600 osób.
Pod Sobkowem znaleziono pozostałości osady kultury łużyckiej sprzed 3,5 tysiąca lat, oraz kultury przeworskiej. Wśród znalezisk są m.in. cztery szydła, wisiorek, siekiera oraz liczący 2000 lat naparstek, prawdopodobnie najstarszy w Polsce i jeden z najstarszych w Europie.

## Zabytki
- Fortalicja sobkowska, wzniesiona na lewym brzegu rzeki w latach 1560–1570 przez Stanisława Sobka. Mury obwodowe mają kształt nieregularnego prostokąta z basztami na narożach. W obrębie murów znajduje się obszerny majdan, pośrodku którego ulokowany był pierwotny zamek Sobkowskich. Do murów przylegają zabudowania gospodarcze (obecnie mieści się w nich restauracja, pokoje gościnne, sale bankietowe i ekspozycje powozów i przedmiotów historycznych). Najlepiej zachowało się południowo-wschodnie skrzydło, gdzie znajduje się brama wjazdowa. Pierwotny zamek zastąpiony został przez wczesnoklasycystyczny pałac Szaniawskich. Powstał on w 1767 według projektu Francesco Placidiego. Obecnie znajduje się w stanie ruiny. Zachowała się zwrócona w stronę rzeki fasada główna, z czterema jońskimi kolumnami. Południowo-wschodnia elewacja boczna pochodzi z ok. 1800. Posiada ona ryzalit zwieńczony półkolistym tympanonem. Wypełniony on jest kartuszem stiukowym z rogami obfitości i girlandami. Znajdują się w nim również litery krajczego koronnego Stanisława Szaniawskiego oraz jego żony Anny z Kluszewskich.

Cały zespół fortalicji został wpisany do rejestru zabytków nieruchomych (nr rej.: A.159/1-4 z 29.06.1956, z 18.10.1956 i z 8.05.1971).
Obecnie zamek ma prywatnego właściciela i w zabudowaniach prowadzona jest działalność komercyjna (rozrywkowo-gastronomiczna), pod nazwą Zamek Rycerski w Sobkowie.
- Kościół parafialny pw. św. Stanisława, wzniesiony na początku lat 60. XVI wieku przez Stanisława Sobka z Sułowa jako zbór kalwiński[18][19]. W latach 1561–1566 funkcję kaznodziei pełnił tu Jan Pokrzywnica. Ok. 1570 syn fundatora, Stanisław Sobek, przekazał świątynię kościołowi katolickiemu. Budowla wzniesiona została na planie krzyża. Do nawy przylegają dwie symetryczne kaplice boczne. Prezbiterium prostokątne, o takiej samej szerokości co nawa kościoła. Południowa kaplica nakryta jest sklepieniem kolebkowo-krzyżowym. Na parapecie chóru znajduje się późnobarokowy kartusz z herbami Topór i Junosza. Barokowy ołtarz główny z XVII w., ołtarze boczne z XVIII w. Ołtarz w północnej kaplicy pochodzi z 1582. W kościele znajduje się kilka barokowych obrazów oraz epitafia z XVIII i XIX w. Wśród nich epitafium Józefata Szaniawskiego z 1740 wykonane z czarnego marmuru. Ma ono formę barokowego kartusza z herbem Junosza. Kościół został uszkodzony w czasie II wojny światowej. Wyremontowano go w latach 1945–1946.

Kościół oraz dzwonnica z 1843 zostały wpisane do rejestru zabytków nieruchomych (nr rej.: A.158/1-2 z 18.10.1956, z 14.01.1957 i z 11.02.1967).
- Pozostałości kirkutu, położone na południe od cmentarza parafialnego. Kirkut założono w drugiej połowie XVIII w. Ostatnie pochówki miały tu miejsce w latach 40. XX w.

Wpisany do rejestru zabytków nieruchomych (nr rej.: A.160 z 5.11.1990).
- Młynosko, staw istniejący nieprzerwanie od kilkuset lat, wokół którego odkryto pozostałości prastarego osadnictwa. W jego zachodniej części znajdował się niegdyś młyn.